# Зависност од интернета
Зависност од интернета је психички поремећај, који се манифестује као опсесивна жеља да се проводи вријеме на интернету. Особа проводи много времена у активностима везаним за садржаје на интернету, занемарује уобичајене активности попут дружења, пословних обавеза, учења, кућних послова итд, и има потешкоћа да прекине интернет активности, чак и кад сама препозна да је вријеме за то. Зависност од интернета је тема о којој се доста расправља у научним круговима и медијима, али је њен статус и даље незваничан: није обухваћена званичном класификацијом психичких поремећаја, тј. Дијагностичким и статистичким приручником за менталне поремећаје IV (1994), IV-TR (2000) а ни у V издању објављеном 2013. (скраћено: ДСП; енгл. DSM-IV (1994), DSM-IV-TR (2000) DSM-V (2013), Diagnostic and Statistical Manual of Mental Disorders).

## Проблематика
Поремећај је први пут описао амерички психијатар Иван Голдберг, 1995. године. Иако Голдберг није имао за циљ да се ово уврсти у званични списак душевних поремећаја, његов опис зависности од интернета је био заснован на ДСП-овом опису патолошког коцкања. Голдберг је навео сљедеће основне симптоме овог поремећаја:
- кориштење интернета изазива негативно, стресно стање човјекове психе
- кориштење интернета чини штету физичком, психичком, међуљудском, друштвеном или економском статусу човјека

Међутим, и данас у научним круговима постоји неслагање око тога, да ли овај поремећај укључити у наредну верзију ДСП-а, ДСП-5 (енгл. DSM-V), које је најављено за 2012. годину. Док неки кругови заговарају идеју да је ова зависност заиста психички поремећај, и да треба бити укључена, други сматрају да то није засебан поремећај, да је обухваћен већ описаним поремећајима, и да га стога треба изоставити из овог стандарда.
Један од аргумената за укључивање у ДСП је да би то обавезало осигуравајућа друштва да плаћају савјетовања за одвикавање од интернета. Против-аргумент је да не постоје материјални докази да иједно осигуравајуће друштво то већ одбија, јер се симптоми ове зависности подводе под симптоме других поремећаја, који су укључени у овај документ.
У јуну 2007. године, Америчка здравствена организација је одбила да препоручи Америчком психијатријском удружењу да уврсти зависност од интернета у списак формалних дијагноза у ДСП-5, и препоручила да се изврше додатна истраживања о прекомјерном игрању видео-игара. Неки од чланова Америчког удружења за болести зависности (енгл. American Society of Addiction Medicine) успротивили су се уврштавању прекомјерне употребе интернета и видео-игара у психичке поремећаје. Споменуто је да је потребно, кроз даља истраживања, јасно дефинисати „прекомјерну употребу“, као и пронаћи границу између интернет зависности и — опсесије, бијега од депресије и компулзије.

## Подржаваоци озваничења
По ријечима Маресе Орзак, директорице Центра за проучавање зависности од рачунара болнице Маклин у оквиру Универзитета Харвард, између 5 и 10% корисника интернета пати од неког облика зависности од интернета.
Дејвид Гринфилд, доктор у Центру за интернет понашање, 1999. године је спровео истраживање у сарадњи са сајтом америчке телевизијске мреже Еј-Би-Си и написао књигу „Виртуелна зависност“ (енгл. Virtual Addiction). По његовим ријечима, неки од садржаја доступних на интернету посједују психолошка својства која проузрокују дисоцијацију, губитак осјећаја за вријеме, тренутно и привремено задовољство, при чему око 6% људи осјећа значајан утицај тога на своје животе. Међутим, он сматра да се ово не треба назвати зависношћу, него радије компулзијом, и да секс, играње игрица, коцкање и куповина преко интернета могу проузроковати промјене у понашању.
По мишљењу Центра за опоравак од зависности од интернета (чији је директор Кимберли С. Јанг, психијатар и истраживач која је заговарала препознавање прекомјерне употребе интернета као клиничког поремећаја) „зависници од интернета пате од емотивних проблема попут депресије и анксиозности, те често користе виртуелни свијет интернета да побјегну од непријатних осјећања и стресних стања.“ По њиховим подацима, преко 60% људи који траже помоћ при лијечењу зависности од интернета, тврде да на мрежи учествују у сексуалним активностима које сматрају непримјереним, попут прекомјерног гледања порнографских садржаја или директног еротског ћаскања. Преко пола испитаника су такође зависници од алкохола, дрога, дувана или секса.
Неколицина савјетника и других стручњака сматра да, при дијагностиковању зависности од интернета, није кључна количина времена која се на њему проводи, него да ли употреба интернета узрокује озбиљне проблеме у животу, попут брачних несугласица, губитка посла, депресије, недруштвености, анксиозности итд, а човјек и даље не може да престане да га користи. Доктор Рик Зер, из болнице Проктор у Илиноису, сматра да се „граница зависности од интернета препознаје, када више не контролишем ја интернет, него интернет мене“. Докторка Хилари Кеш, и други терапеути из исте болнице, кажу да је све већи број пацијената дјеце и омладине који проводе више сати дневно крај рачунара, играјући игрице и шаљући инстант-поруке. Чини се да ови пацијенти имају значајне развојне проблеме, укључујући поремећаје недостатка пажње и мањка друштвених способности.
У уводном чланку часописа „Амерички психијатријски журнал“ (енгл. American Journal of Psychiatry) из 2008. године, Џералд Џ. Блок представља свој став да зависност од интернета треба сврстати у психичке поремећаје у оквиру ДСП-а. Он говори о томе како се симптоми зависности од интернета подударају са симптомима других компулсивних/импулсивних поремећаја, укључујући: 1) прекомјерну употребу (често удружену са губитком осјећаја за вријеме); 2) симптоме повлачења кад средство задовољења није доступно; 3) раст толеранције (укључујући пораст времена излагања које је потребно за постизање истих ефеката); 4.) негативни утицаји (укључујући смањење друштвених активности). Додатно, коментарисао је да је тешко дати дијагнозу овог поремећаја, јер 86% пацијената има и друге психичке поремећаје.

## Противници озваничења
Противници озваничења зависности од интернета као психичког поремећаја увелико критикују сам њен назив. Психијатар Голдберг сматра да поремећај зависности од интернета није права зависност и може бити само симптом неког другог, већ постојећег поремећаја. Описивање овог поремећаја понашања као зависности довело би до могућности да се свако компензационо понашање прогласи зависношћу. На примјер, особа која проводи доста времена ћаскајући са пријатељем преко телефона, да би избјегла неко непријатно стање, могла би се назвати „зависном од телефона“, на исти начин на који се то чини са особом која из истог разлога сувише ћаска с неким путем интернета.
Карол Потера, дописница листа „Психологија данас“ (енгл. Psychology Today), такође се слаже да зависност од интернета има неприхватљиво име. Она сматра да интернет, колико није стваран физички предмет него средство комуникације, утолико не може изазвати зависност у правом смислу те ријечи.
Поред проблематичног имена, многи, па чак и они који подржавају озваничење ове зависности као засебног психичког поремећаја, се слажу да већина, ако не сви, „зависници од интернета“ већ потпадају под неке постојеће дијагностичке категорије. За многе пацијенте је тачно да прекомјерна употреба интернета представља само испољавање њихове депресије, анксиозности, поремећаја контроле импулса или патолошког коцкања. На тај начин, прекомјерно коришћење интернета се пореди са прекомјерним једењем, у којем пацијенти проналазе лијек за своју депресију, анксиозност итд. у задовољству које проналазе у храни, док заправо не можемо говорити о конкретној зависности од хране.
Могуће је да особа буде зависна од конкретних садржаја на интернету, попут коцкања, гледања порнографије, учествовања у онлајн аукцијама итд, али то не чини човјека зависним од интернета, као медијума преко којег се то ради. Слиједи списак неколицине честих проблема, који се неоправдано сврставају у зависност од интернета:
- Патолошки коцкар је патолошки коцкар, било да се коцка преко интернета, уживо, или на покер-апаратима.
- Особа са слабом контролом импулса може имати лош ритам спавања због добре књиге, омиљене телевизијске емисије, исто као и због узбудљиве видео-игре или потребе да кликне на још један линк на веб страници.
- Особа која је опсједнута сексом је опсједнута сексом, невезано за то да ли гледа порнографију на екрану или на папиру.
- Особа која је опсједнута куповином је и даље опсједнута куповином, било да наручује телефоном, преко интернета, поштом или иде лично.

Такође, постоје значајне разлике између активности на интернету (читање електронске поште, ћаскање, прегледање веб страна) и патолошког коцкања, са којим заговорници поремећаја зависности од интернета ову зависност често доводе у везу. Интернет је претежно окренут ка дружењу, интерактиван и вођен информацијама, док је коцкање антидруштвено понашање. Такозвани зависници од интернета не пате од тако великих посљедица по здравље и међуљудске односе колико они који пате од већ утврђених болести зависности.

## Распрострањеност прекомјерне употребе интернета
Доктор Џералд Џ. Блок, са Универзитета науке и здравља у Орегону, сматра да до 9 милиона Американаца може бити сврстано у патолошке кориснике рачунара.
Британски психијатри, у свом извјештају у часопису „Напредак у психијатријском лијечењу“ (енгл. Advances in Psychiatric Treatment) из 2007. године, тврде да је само „значајна мањина“ — процјене су између 5 и 10% корисника интернета — зависна од интернета, и док су рана истраживања указивала да су углавном у питању високо образовани, врло интровертни мушкарци, новија истраживања показују да се проблем много чешће јавља међу средовјечним женама које користе кућни рачунар.
У неколицини азијских земаља, посебно у Кини и Јужној Кореји, примијећен је највећи број зависника од рачунара и/или интернета међу младим људима.
До 30% Јужнокорејанаца испод 18 година, или око 2,4 милиона људи, су под ризиком стицања зависности од интернета, по ријечима Донг-хјуна, дјечјег психијатра на универзитету Ханјанг у Сеулу, који је обавио истраживање проблема под покровитељством владе.
Подаци из Центра за интернет информације Кине, од 30. јуна 2006. године, показали су да 123 милиона људи користи интернет, од чега је 14,9% млађе од 18 година. По истраживању из 2004. године, 10,6% кинеских студената има неки облик зависности од интернета.
Један пекиншки судија, Шан Шијујун, тврдио је да је 85% адолесцентског криминала у граду било везано за интернет. Комунистички омладински савез Кине је 2007. године тврдио да је преко 17% кинеских грађана старости од 13 до 17 година зависно од интернета.
По истраживању из 2002. године, 5,9% тајванских студената је зависно од интернета.

## Превенција и лијечење
Стратегије лијечења обухватају специјализовани софтвер за ограничавање приступа интернету, савјетовање са љекаром, когнитивно-бихевиоралну терапију, и друге методе одвикавања.